# Emendamento
Un emendamento è una modifica, più o meno estesa, di un testo, soprattutto normativo.

## Emendamento costituzionale
In alcuni paesi le modifiche alla costituzione hanno la veste formale di emendamenti alla stessa. In altri paesi, tra cui l'Italia, le modifiche alla costituzione sono, invece, apportate con legge costituzionale.
Negli Stati Uniti d'America gli emendamenti costituzionali (constitutional amendments) sono adottati con procedimento disciplinato dall'articolo V della stessa costituzione. Ad oggi sono entrati in vigore 27 emendamenti, dei quali uno dei più famosi, il XIII Emendamento, approvato nel 1865, abolì la schiavitù. I primi dieci emendamenti costituiscono il cosiddetto  Bill of Rights.

## Emendamento legislativo
L'"emendamento legislativo" è una proposta di parziale modifica di un disegno di legge in ambito legislativo, prima che esso diventi legge a tutti gli effetti.
In Italia, gli emendamenti vengono presentati per iscritto dai vari componenti, mentre è poi il Presidente della Camera a valutare la relativa ammissibilità: le richieste di modifica possono essere valutate come in contrasto con precedenti disposizioni di rango superiore o estranee alla materia trattata.

## Emendamento normativo
Un testo normativo si dice "emendato" quando è modificato o integrato. Si dice "corretto" quando invece vengono modificati solo alcuni dati.